# バート・ケネディ
バート・ケネディ（Burt Kennedy、1922年9月3日 - 2001年2月15日）は、アメリカ合衆国の脚本家、映画監督、映画プロデューサーである。西部劇を手がけたことで知られている。

## 経歴
1922年9月3日、ミシガン州に生まれる。ヴォードヴィリアンの両親を持つ。
第二次世界大戦のあいだ、第1騎兵師団に所属し、フィリピンの戦いに参加する。シルバー・スター、ブロンズ・スター、パープル・ハートを受章した。戦後、カリフォルニア州へ移り住む。
ラジオ番組の脚本を執筆したのち、ジョン・ウェインのバジャック・プロダクションズと契約を交わす。1956年、ランドルフ・スコット主演、バッド・ベティカー監督の『七人の無頼漢』の脚本を手がける。
1961年、ロバート・ライアン主演の『裏切りの国境』で映画監督デビューを果たす。1965年、『ランダース』で興行的な成功を収める。1970年代から1980年代にかけて、数多くのテレビ映画を監督する。
晩年は、サン・フェルナンド・ヴァレーに居を構えて、犬たちと共に暮らした。2001年2月15日、カリフォルニア州にて死去。78歳没。アーリントン国立墓地に埋葬された。

## フィルモグラフィー

### 映画
- 七人の無頼漢 Seven Men from Now （1956年） - 脚本
- 反撃の銃弾 The Tall T （1957年） - 脚本
- 死の砦 Fort Dobbs （1958年） - 脚本
- イエローストン砦 Yellowstone Kelly （1959年） - 脚本
- 決闘コマンチ砦 Comanche Station （1960年） - 脚本
- 裏切りの国境 The Canadians （1961年） - 監督・脚本
- 六頭の黒馬 Six Black Horses （1962年） - 脚本
- モンタナの西 Mail Order Bride （1964年） - 監督・脚本
- ランダース The Rounders （1965年） - 監督・脚本
- 銭の罠 The Money Trap （1965年） - 監督
- 続・荒野の七人 Return of the Seven （1966年） - 監督
- ガンファイターが帰って来た Return of the Gunfighter （1967年） - 原作
- 戦う幌馬車 The War Wagon （1967年） - 監督
- Welcome to Hard Times （1967年） - 監督・脚本
- 悪党谷の二人 The Good Guys and the Bad Guys （1969年） - 監督
- 夕陽に立つ保安官 Support Your Local Sheriff! （1969年） - 監督
- 国境のかなたに明日はない Young Billy Young （1969年） - 監督・脚本
- 大悪党 ジンギス・マギー Dirty Dingus Magee （1970年） - 監督・製作
- デザーター 特攻騎兵隊 The Deserter （1971年） - 監督
- 地平線から来た男 Support Your Local Gunfighter （1971年） - 監督・製作総指揮
- 女ガンマン 皆殺しのメロディ Hannie Caulder （1971年） - 監督・脚本
- 大列車強盗 The Train Robbers （1973年） - 監督・脚本
- スパイ大混戦 The Trouble with Spies （1987年） - 監督・脚本・製作
- ホワイトハンター ブラックハート White Hunter Black Heart （1990年） - 脚本
- マイホーム・コマンドー Suburban Commando （1991年） - 監督

### テレビ映画
- ミスター・ウエストの奇妙な冒険 The Wild Wild West Revisited （1979年） - 監督
- 続ミスター・ウエストの奇妙な冒険 More Wild Wild West （1980年） - 監督
- ダウン・ザ・ロング・ヒルズ 遥かなる荒野 Louis L'Amour's Down the Long Hills （1986年） - 監督
- アラモ2 The Alamo: Thirteen Days to Glory （1987年） - 監督

### テレビドラマ
- コンバット! Combat! （1962年 - 1963年） - 脚本
- ライネマン・スパイ作戦 The Rhinemann Exchange （1977年） - 監督
- コンクリート・カウボーイ Concrete Cowboys （1979年） - 監督